# ميلاني بيرك
ميلاني بيرك (بالإنجليزية: Mélanie Burke)‏ هي تريثلت نيوزيلندية، ولدت في 1980 في وانجانوي في نيوزيلندا.